# Journal of Natural Products
Journal of Natural Products（ジャーナル・オブ・ナチュラル・プロダクツ）は、天然に存在する化合物の化学と生化学の両方またはいずれか一方に関する研究のあらゆる面を対象とする月刊の査読付き科学論文誌である。アメリカ生薬学会とアメリカ化学会によって共同出版されている。編集長はA. Douglas Kinghorn（オハイオ州立大学）である。

## 歴史
本雑誌は1938年に『Lloydia』として創刊、ロイド博物館によって出版され、1979年に現在の雑誌名となった。1961年以降はアメリカ生薬学会の公式雑誌である。当初は季刊刊行物であったが、1975年に隔月、1992年に月刊となった。1996年にアメリカ生薬学会はアメリカ化学会と本雑誌の共同出版を開始した。2008年、本雑誌は同じ雑誌名を使用した低品質のオープンアクセス雑誌によってジャックされた。2017年時点で、この偽雑誌は活動をしていた。

## 収載
The journal is abstracted and indexed in:
- Biological Abstracts[4]
- BIOSIS Previews[5]
- Chemical Abstracts Service[6]
- Current Contents/Agriculture, Biology & Environmental Sciences[5]
- Current Contents/Life Sciences[5]
- EBSCO databases
- Index Medicus/MEDLINE/PubMed[7]
- Science Citation Index[5]
- Scopus[8]
- The Zoological Record[5]